# Апории Зенона

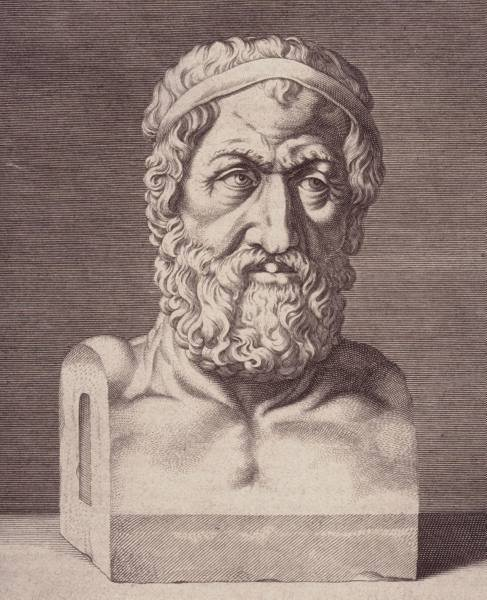
Зенон Элейский
книжная гравюра XVII века

Апори́и Зено́на (от др.-греч. ἀπορία «трудность») — внешне парадоксальные рассуждения на тему о движении и множестве древнегреческого философа Зенона Элейского (V век до н. э.). Апории Зенона связаны с противоречием между данными опыта и их мысленным анализом.
Современники упоминали более 40 апорий Зенона, до нас дошли 9, обсуждаемые в «Физике» и в других трудах Аристотеля, а также в комментариях Симпликия, Филопона и Фемистия к Аристотелю; одна апория из этих 9 приводится также у Диогена Лаэртского, апории о множестве обсуждаются в диалоге Платона «Парменид». Комментатор Аристотеля Элий Александрийский (VI век) сообщает, что Зенон высказал 40 рассуждений (эпихейрем) о множестве и пять — о движении:

Он составил для своего учителя Парменида, который утверждал, что сущее одно по виду, но множественно согласно очевидности, {аргументацию} из сорока эпихейрем в пользу того, что сущее одно, так как считал, что быть союзником учителя — это хорошо. Ещё как-то, защищая того же учителя, утверждавшего, что сущее неподвижно, он выдвинул пять эпихейрем в пользу того, что сущее неподвижно. Антисфен-киник, который не смог на них возразить, встал и стал ходить, полагая, что доказательство делом сильнее всякого возражения словом.

Наиболее известны парадокс «Ахиллес и черепаха» и другие апории Зенона о движении, которые обсуждаются более двух тысячелетий, им посвящены сотни исследований. Платон в «Пармениде» их не упоминает, поэтому В. Я. Комарова предполагает, что парадоксы движения были написаны Зеноном позднее других.
Ошибочно воспринимать эти рассуждения как софизмы или полагать, что с появлением высшей математики все апории разрешены. Бертран Рассел писал, что апории Зенона «в той или иной форме затрагивают основания почти всех теорий пространства, времени и бесконечности, предлагавшихся с его времени до наших дней». «Проблематика аргументов Зенона далеко выходит за пределы конкретной исторической ситуации, обусловившей их появление. Анализу апорий Зенона посвящена колоссальная литература; особенно большое внимание им уделялось в последние сто лет, когда математики стали усматривать в них предвосхищение парадоксов современной теории множеств». Научные дискуссии, вызванные рассуждениями Зенона, существенно углубили понимание таких фундаментальных понятий, как роль непрерывного и дискретного (прерывного) в природе, адекватность физического движения и его математической модели и др. Эти дискуссии продолжаются и в настоящее время (см. список литературы), прийти к общему мнению о сущности парадоксов научному сообществу пока не удалось.

## Философия элеатов

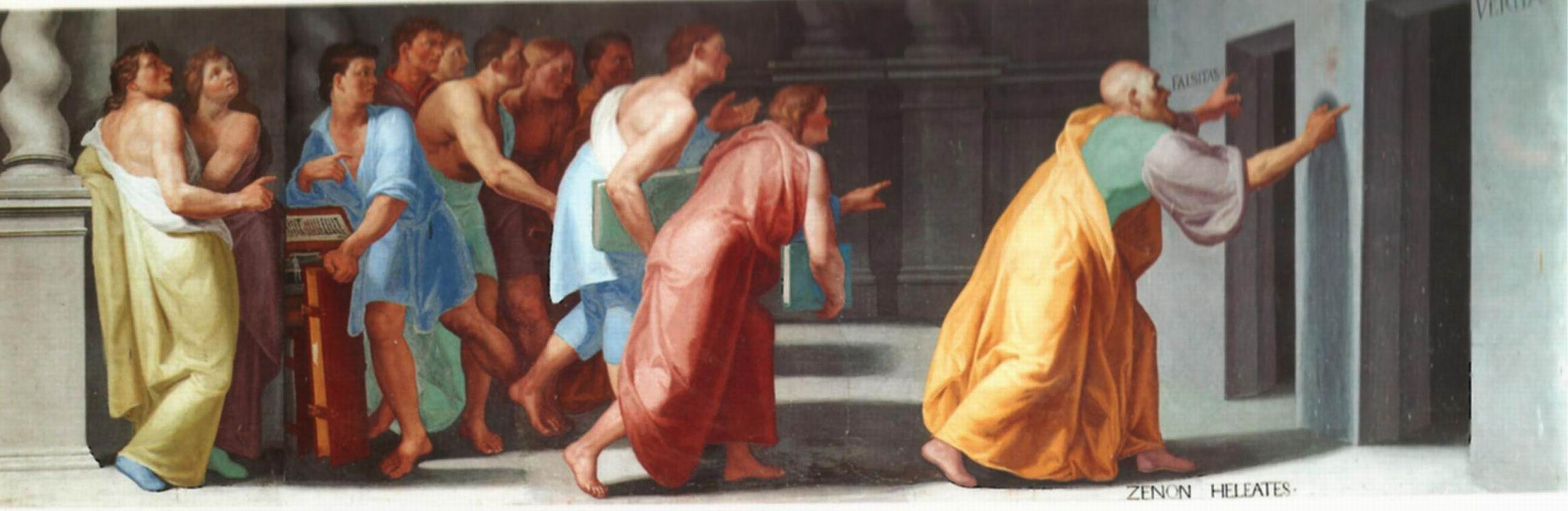
Зенон показывает ученикам двери к Истине и Лжи.
Фреска в библиотеке Эскориала.
Автор: Б. Кардуччи или П. Тибальди

Элейская философская школа (элеаты) существовала в период с конца VI века до н. э. до первой половины V века до н. э., родоначальником её считается Парменид, учитель Зенона. Школа разработала своеобразное учение о бытии. Парменид изложил свои философские взгляды в поэме, от которой до нас дошли отдельные фрагменты.
Элеаты отстаивали единство бытия, считая, что представление о множественности вещей во Вселенной ошибочно. Бытие элеатов полно, реально и познаваемо, однако вместе с тем оно нераздельно, неизменно и вечно, у него нет ни прошлого, ни будущего, ни рождения, ни смерти. Мышление, говорилось в поэме Парменида, по своему содержанию тождественно предмету мышления («одно и то же — мышление и то, о чём мысль»). Далее Парменид логически выводит характеристики истинно сущего: оно «не возникло, не уничтожимо, целокупно [не имеет частей], единственно, неподвижно и нескончаемо [во времени]».
Познание этого целостного мира возможно только путём разумных (логических) рассуждений, а чувственная картина мира, включая наблюдаемые движения, обманчива и противоречива. С этих же позиций элеаты впервые в науке поставили вопрос о допустимости научных понятий, связанных с бесконечностью.
Как отмечают В. Ф. Асмус и ряд других историков, элеаты отрицали не возможность восприятия движения и множественности мира, а их мыслимость, то есть совместимость с логикой. Элеаты выявляли неизбежные, с их точки зрения, противоречия, возникающие при применении к природе научных понятий того времени, что подтверждало позицию Парменида, рационально-логический подход которого позволял этих противоречий избежать. Отстаивая свои взгляды в философских спорах, Зенон и другие элеаты использовали изощрённую логическую аргументацию, и важной её частью были апории Зенона, доказывающие нелогичность и противоречивость взглядов оппонентов.

## Апории о движении
Это наиболее известные (и, судя по библиографии, наиболее актуальные) парадоксы Зенона.

### Модели движения в античной натурфилософии
Апории и вообще взгляды Зенона нам известны только в кратком пересказе других античных философов, которые жили столетия спустя и хотя высоко ценили Зенона как «основателя диалектики», но чаще всего были его идейными противниками. Поэтому трудно достоверно выяснить, как формулировал апории сам Зенон, что он хотел показать или опровергнуть. Согласно наиболее распространённой точке зрения, идущей от Платона, апории были направлены на защиту монизма философии Парменида от обыденных представлений о движении и множественности вещей; оппонентами Зенона могли быть сторонники здравого смысла. Некоторые учёные считают, что аргументы Зенона были связаны с размышлениями о ранних математических учениях пифагорейцев, поскольку апории фактически ставили под сомнение применение количественных подходов к физическим телам и пространственной протяжённости. Эта точка зрения подтверждается тем, что элеатов в древности называли афизиками, то есть противниками науки о природе.
В V веке до н. э. древнегреческая математика достигла высокой ступени развития, и пифагорейская школа выражала уверенность, что математические закономерности лежат в основе всех законов природы. В частности, математическая модель движения в природе была создана на основе геометрии, которая к этому времени уже была достаточно глубоко разработана. Геометрия пифагорейцев опиралась на ряд идеализированных понятий: тело, поверхность, фигура, линия — и самым идеализированным было фундаментальное понятие точки пространства, не имеющей никаких собственных измеримых характеристик. Тем самым любая классическая кривая считалась одновременно и непрерывной, и состоящей из бесконечного количества отдельных точек. В математике это противоречие не вызывало проблем, но применение этой схемы к реальному движению поставило вопрос, насколько правомерен такой внутренне противоречивый подход. Первым проблему ясно сформулировал Зенон Элейский в серии своих парадоксов (апорий).
В двух апориях (Ахиллес и Дихотомия) предполагается, что время и пространство непрерывны и неограниченно делимы; Зенон показывает, что это допущение приводит к логическим трудностям. Третья апория («Стрела»), напротив, рассматривает время как дискретное, составленное из точек-моментов; в этом случае, как показал Зенон, возникают другие трудности. Отметим, что неправильно утверждать, будто Зенон считал движение несуществующим, потому что, согласно элейской философии, доказать несуществование чего бы то ни было невозможно: «несуществующее немыслимо и невыразимо». Цель аргументации Зенона была более узкой: выявить противоречия в позиции оппонента.
Часто в число апорий движения включают «Стадион» (см. ниже), но по тематике этот парадокс скорее относится к апориям бесконечности. Далее содержание апорий пересказывается с использованием современной терминологии.
Под влиянием возникших философских споров сформировались два взгляда на строение материи и пространства: первый утверждал их бесконечную делимость, а второй — существование неделимых частиц, «атомов». Каждая из этих школ решала поставленные элеатами проблемы по-своему.

### Содержание апорий о движении

#### Ахиллес и черепаха

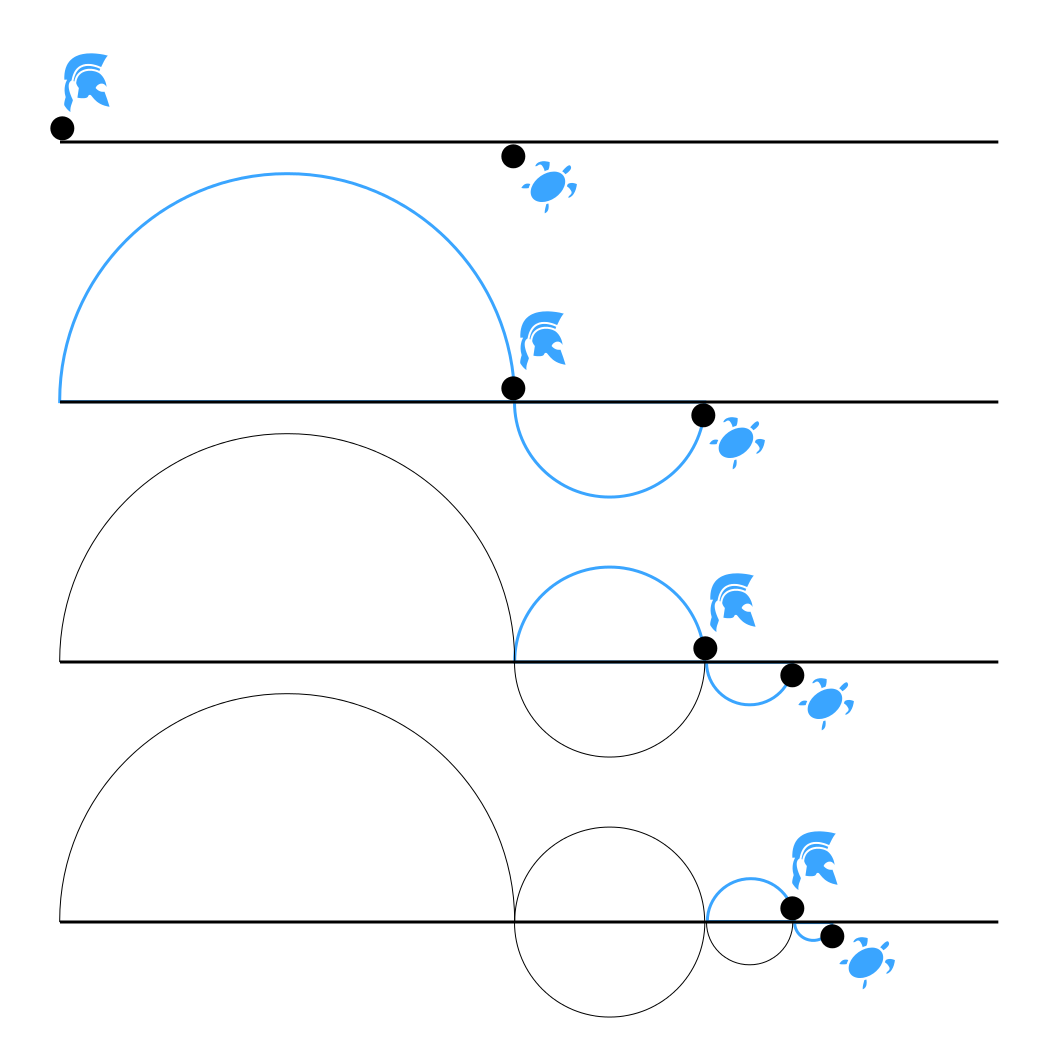
Ахиллес и черепаха — движение никогда не закончится

Самая ранняя (из дошедших до наших дней) формулировка данной апории приведена в «Физике» Аристотеля:

Второй [аргумент Зенона] называется «Ахиллес». В нём говорится, что медлительнейшее — когда оно бежит — никогда не будет догнано быстрейшим. Ибо прежде, чем это может произойти, необходимо, чтобы преследователь прибыл в то место, откуда стартовал преследуемый; так что необходимо, чтобы более медленный всегда был несколько впереди.

Современная формулировка:
| Допустим, Ахиллес бежит в десять раз быстрее, чем черепаха, и находится позади неё на расстоянии в тысячу шагов. За то время, за которое Ахиллес пробежит это расстояние, черепаха в ту же сторону проползёт сто шагов. Когда Ахиллес пробежит сто шагов, черепаха проползёт ещё десять шагов, и так далее. Процесс будет продолжаться до бесконечности, Ахиллес так никогда и не догонит черепаху. |

Данная апория — парная по отношению к другой зеноновской апории, «Дихотомии», которая, наоборот, доказывает, что движение никогда не начнётся.
Здесь и в следующей апории предполагается, что пространство и время не имеют предела делимости.
Диоген Лаэртский считал автором этой знаменитой апории Парменида, учителя Зенона. Черепаха как персонаж вставлена позднейшими комментаторами (Симпликием и Фемистием), в тексте апории, приведенном в «Физике» Аристотеля, быстроногий Ахиллес догоняет другого бегуна:.

#### Дихотомия

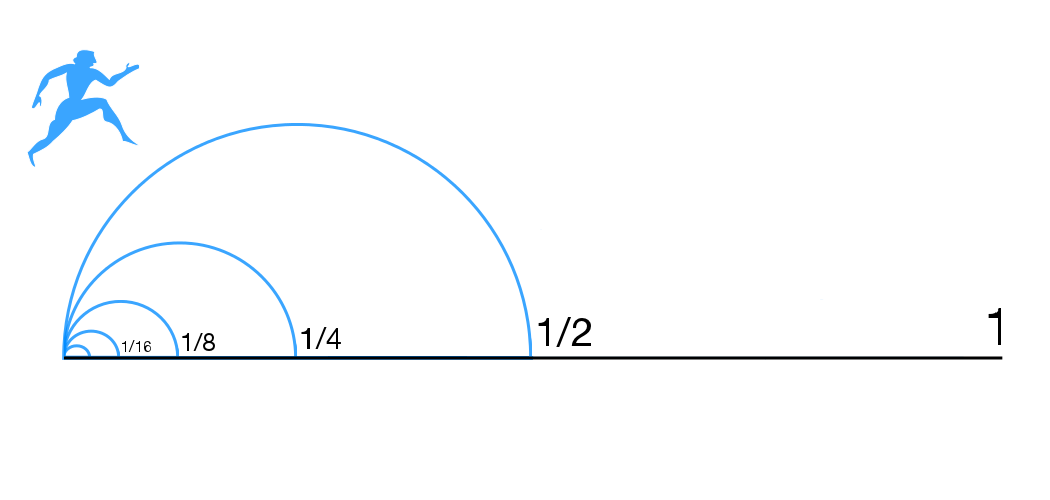
Дихотомия: движение никогда не начнётся

Самая ранняя (из дошедших до наших дней) формулировка данной апории приведена в «Физике» Аристотеля. Название «Дихотомия» (по-гречески: деление пополам) дано Аристотелем там же.

[Идея Зенона] состоит в том, что нет никакого движения, потому что то, что сдвинулось, должно дойти до половины прежде, чем дойти до конца

Современная формулировка:

Чтобы преодолеть путь, нужно сначала преодолеть половину пути, а чтобы преодолеть половину пути, нужно сначала преодолеть половину половины, и так до бесконечности. Поэтому движение никогда не начнётся.

Апория «Дихотомия» — парная по отношению к апории «Ахиллес и черепаха», которая, наоборот, доказывает, что движение никогда не закончится.

#### Летящая стрела

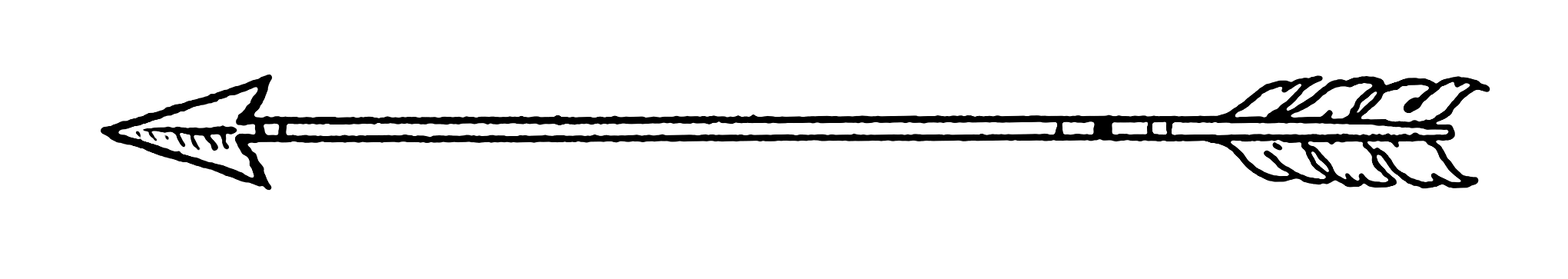
Стрела всегда неподвижна

| Летящая стрела неподвижна, так как в каждый момент она покоится, а поскольку она покоится в каждый момент времени, то она покоится всегда. |

Апории «Дихотомия» и «Стрела» напоминают следующие парадоксальные афоризмы, приписываемые ведущему представителю древнекитайской «школы имён» (мин цзя) Гунсунь Луну (середина IV века до н. э. — середина III века до н. э.):
- «В стремительном [полёте] стрелы есть момент отсутствия и движения, и остановки».
- «Если от палки [длиной] в один чи ежедневно отнимать половину, это не завершится и через 10 000 поколений».

### Критика апорий Аристотелем

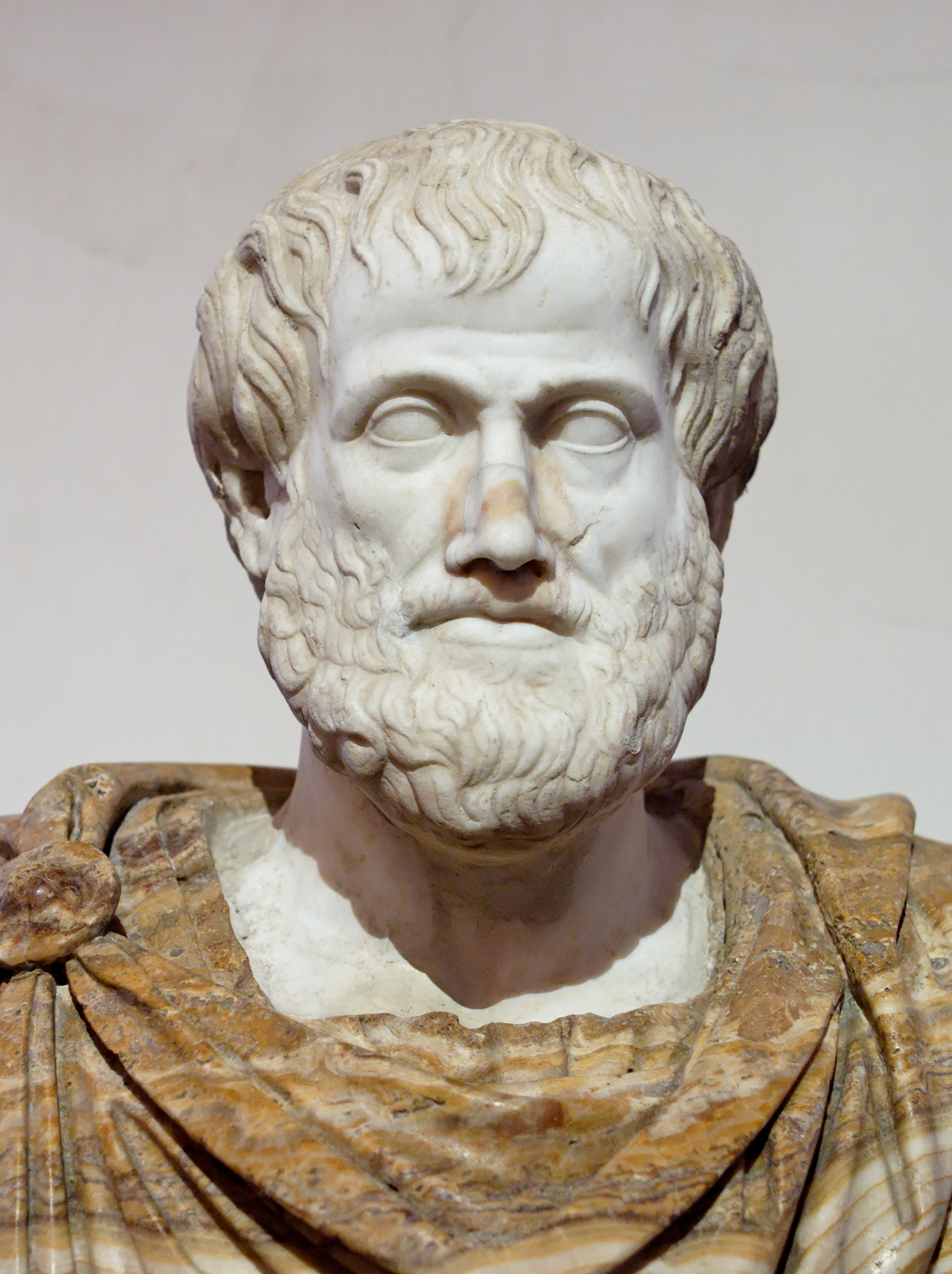
Лисипп. Бюст Аристотеля (римская копия).

Аристотель (IV век до н. э.) считал материю непрерывной и неограниченно делимой. В книгах IV (главы 2, 3), VI (главы 2, 9) и VIII (глава 8) своей «Физики» он анализирует и отвергает рассуждения Зенона. В отношении апорий движения Аристотель подчёркивает, что хотя интервал времени можно неограниченно делить, но его нельзя составить из изолированных точек-моментов и нельзя этой бесконечной делимости соотносить бесконечное время:

Зенон же рассуждает неправильно. Если всегда — говорит он — всякое [тело] покоится, когда оно находится в равном [себе месте], а перемещающееся [тело] в момент «теперь» всегда [находится в равном себе месте], то летящая стрела неподвижна. Но это неверно, потому что время не слагается из неделимых «теперь», а также никакая другая величина.

Есть четыре рассуждения Зенона о движении, доставляющие большие затруднения тем, кто пытается их разрешить. Первое — о несуществовании движения на том основании, что перемещающееся [тело] должно дойти до половины прежде, чем до конца.<…> Второе — так называемый «Ахиллес»: оно состоит в том, что самое медленное [существо] никогда не сможет быть настигнуто в беге самым быстрым, ибо преследующему необходимо прежде прийти в место, откуда уже двинулось убегающее, так что более медленное всегда должно будет на какое-то [расстояние] опережать [преследующего]. И это рассуждение основывается на делении пополам, отличается же [от предыдущего] тем, что взятая величина делится не на две равные части.<…>

Третье, о котором только что было упомянуто, состоит в том, что летящая стрела стоит неподвижно; оно вытекает из предположения, что время слагается из [отдельных] «теперь»; если это не признавать, силлогизма не получится.

Диоген сообщает, что у Аристотеля и Гераклида Понтийского были сочинения под названием «Против учения Зенона», однако они не сохранились.
Мнения историков и комментаторов по поводу аргументов Аристотеля разделились: одни считали их достаточными, другие критиковали за неубедительность и недостаточную глубину. В частности, Аристотель не дал объяснения, как конечный отрезок времени может состоять из бесконечного числа частей. В. Я. Комарова пишет:
Позиция Аристотеля ясна, но не безупречна — и прежде всего потому, что ему самому не удалось ни обнаружить логические ошибки в доказательствах, ни дать удовлетворительное объяснение парадоксам… Аристотелю не удалось опровергнуть аргументы по той простой причине, что в логическом отношении доказательства Зенона составлены безукоризненно.

### Атомистический подход

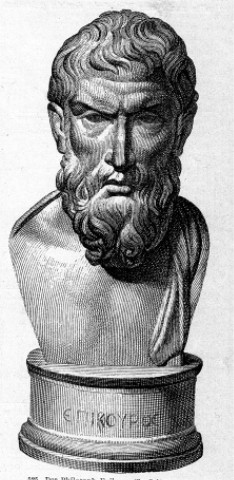
Эпикур Самосский

Первый древнегреческий атомист, Левкипп, был учеником Зенона и одним из учителей другого крупного атомиста, Демокрита. Наиболее детальное изложение античного атомизма — система Эпикура, IV—III века до н. э. — дошло до нас в изложении Лукреция Кара. В отличие от Аристотеля, Эпикур считал мир дискретным, состоящим из вечно движущихся неделимых атомов и пустоты. Особый интерес представляет эпикуровская концепция изотахии, согласно которой все атомы движутся с одинаковой скоростью. Учитывая, что в мире Эпикура нельзя измерить нечто меньшее, чем атом, отсюда следует, что существует и наименьший измеримый интервал времени. Математическая идеализация этой модели представляла любое тело, фигуру или линию как объединение бесконечного числа бесконечно малых неделимых (этот подход как «метод неделимых» получил особенное развитие в XVI—XVII вв.).
Как следствие, наблюдаемое движение из непрерывного становится скачкообразным. Александр Афродисийский, комментатор Аристотеля, так изложил взгляды сторонников Эпикура: «Утверждая, что и пространство, и движение, и время состоят из неделимых частиц, они утверждают также, что движущееся тело движется на всем протяжении пространства, состоящего из неделимых частей, а на каждой из входящих в него неделимых частей движения нет, а есть только результат движения». Подобный подход сразу обесценивает парадоксы Зенона, так как убирает оттуда все бесконечности.

### Обсуждение в Новое время
Полемика вокруг зеноновских апорий продолжилась и в Новое время. До XVII века интерес к апориям не отмечается, и их аристотелевская оценка являлась общепринятой. Первое серьёзное исследование предпринял французский мыслитель Пьер Бейль, автор известного «Исторического и критического словаря» (1696). В статье о Зеноне Бейль подверг критике позицию Аристотеля и пришёл к выводу, что Зенон прав: понятия времени, протяжённости и движения связаны с трудностями, непреодолимыми для человеческого ума.
Хорватский учёный и натурфилософ Р. И. Бошкович (1711—1788), соглашаясь с теми критиками Зенона, которые считали, что протяжённость не может состоять из бесконечного числа бесконечно малых элементов, считал первые элементы материи хотя и непротяжёнными (материальными точками), но наделёнными силами отталкивания, заставляющими их находиться на некотором расстоянии друг от друга.
Сходные с апориями темы затронуты в антиномиях Канта. Гегель в своей «Истории философии» подчеркнул, что Зенонова диалектика материи «не опровергнута до сегодняшнего дня» (ist bis auf heutigen Tag unwiderlegt). Гегель оценил Зенона как «отца диалектики» не только в античном, но и в гегелевском смысле слова диалектика. Он отметил, что Зенон различает чувственно воспринимаемое и мыслимое движение. Последнее, в соответствии со своей философией, Гегель описал как сочетание и конфликт противоположностей, как диалектику понятий. Гегель не даёт ответа на вопрос, насколько этот анализ приложим к реальному движению, ограничившись выводом: «Зенон осознал определения, содержащиеся в наших представлениях о пространстве и времени, и обнаружил заключающиеся в них противоречия»
Во второй половине XIX века анализом парадоксов Зенона занимались многие учёные, высказывавшие самые разные точки зрения. Среди них:
- немецкий философ Эдуард Целлер;
- французский историк науки Поль Таннери, рассматривавший парадоксы Зенона как аргумент в критике пифагореизма[37];
- французский историк Виктор Брошар[фр.], по мнению которого логика Зенона безукоризненна;

и многие другие.

### Современная трактовка
Довольно часто появлялись (и продолжают появляться) попытки математически опровергнуть рассуждения Зенона и тем самым «закрыть тему». Скажем, построив ряд из уменьшающихся интервалов для апории «Ахиллес и черепаха», можно легко доказать, что он сходится, так что Ахиллес обгонит черепаху. Например, Бертран Рассел считал, что современная математика способна удовлетворительно разрешить все апории Зенона.
Однако, по мнению ряда учёных, в этих опровержениях подменяется суть спора. В апориях Зенона речь идёт не о математической модели, а о реальном движении, и поэтому бессмысленно ограничить анализ парадокса внутриматематическими рассуждениями, поскольку Зенон ставит под сомнение именно применимость к реальному движению идеализированных математических понятий. О проблеме адекватности реального движения и его математической модели см. следующий раздел данной статьи.
Д. Гильберт и П. Бернайс в монографии «Основания математики» (1934) замечают по поводу апории «Ахиллес и черепаха»:

Обычно этот парадокс пытаются обойти рассуждением о том, что сумма бесконечного числа этих временных интервалов всё-таки сходится и, таким образом, даёт конечный промежуток времени. Однако это рассуждение абсолютно не затрагивает один существенно парадоксальный момент, а именно парадокс, заключающийся в том, что некая бесконечная последовательность следующих друг за другом событий, последовательность, завершаемость которой мы не можем себе даже представить (не только физически, но хотя бы в принципе), на самом деле всё-таки должна завершиться.

Серьёзные исследования апорий Зенона рассматривают физическую и математическую модели совместно. Р. Курант и Г. Роббинс полагают, что для разрешения парадоксов необходимо существенно углубить наше понимание физического движения. С течением времени движущееся тело последовательно проходит все точки своей траектории, однако если для любого ненулевого интервала пространства и времени нетрудно указать следующий за ним интервал, то для точки (или момента) невозможно указать следующую за ней точку, и это нарушает последовательность. «Остаётся неизбежное расхождение между интуитивной идеей и точным математическим языком, предназначенным для того, чтобы описывать её основные линии в научных, логических терминах. Парадоксы Зенона ярко обнаруживают это несоответствие».
Гильберт и Бернайс высказывают мнение, что суть парадоксов состоит в неадекватности непрерывной, бесконечно делимой математической модели, с одной стороны, и физически дискретной материи, с другой: «мы вовсе не обязательно должны верить в то, что математическое пространственно-временное представление движения имеет физическое значение для произвольно малых интервалов пространства и времени». Другими словами, парадоксы возникают из-за некорректного применения к реальности идеализированных понятий «точка пространства» и «момент времени», которые не имеют в реальности никаких аналогов, потому что любой физический объект имеет ненулевые размеры, ненулевую длительность и не может быть делим бесконечно.
Близкие точки зрения можно найти у Анри Бергсона и у Николя Бурбаки. Согласно Анри Бергсону:

Противоречия, на которые указывает школа элеатов, касаются не столько самого движения как такового, сколько того искусственного преобразования движения, которое совершает наш разум.

Бергсон полагал, что есть принципиальная разница между движением и пройденным расстоянием. Пройденное расстояние можно произвольно делить, между тем как движение произвольному делению не поддаётся. Каждый шаг Ахиллеса и каждый шаг черепахи должны рассматриваться как неделимые. Это же относится и к полёту стрелы: 

Истина заключается в том, что если стрела выходит из точки А и попадает в точку В, то её движение АВ так же просто, так же неразложимо — поскольку это есть движение, — как напряжение пускающего её лука. — Бергсон А. Творческая эволюция. Глава четвёртая. Кинематографический механизм мышления и механистическая иллюзия. Взгляд на историю систем, реальное становление и ложный эволюционизм
Согласно Николя Бурбаки:

Вопрос о бесконечной делимости пространства (бесспорно, поставленный ещё ранними пифагорейцами) привёл, как известно, к значительным затруднениям в философии: от Элеатов до Больцано и Кантора математики и философы не в силах были разрешить парадокса — как конечная величина может состоять из бесконечного числа точек, не имеющих размера.

Замечание Бурбаки означает, что необходимо объяснить: каким образом физический процесс за конечное время принимает бесконечно много различных состояний. Одно из возможных объяснений: пространство-время в действительности является дискретным, то есть существуют минимальные порции (кванты) как пространства, так и времени. Если это так, то все парадоксы бесконечности в апориях исчезают. Ричард Фейнман заявил:

Теория, согласно которой пространство непрерывно, мне кажется неверной, потому что [в квантовой механике] она приводит к бесконечно большим величинам и другим трудностям. Кроме того, она не дает ответа на вопрос о том, чем определяются размеры всех частиц. Я сильно подозреваю, что простые представления геометрии, распространенные на очень маленькие участки пространства, неверны.

Дискретное пространство-время активно обсуждалось физиками ещё в 1950-е годы — в частности, в связи с проектами единой теории поля, — однако существенного продвижения по этому пути добиться не удалось.
С. А. Векшенов считает, что для решения парадоксов необходимо ввести числовую структуру, более соответствующую интуитивно-физическим представлениям, чем канторовский точечный континуум. Пример неконтинуальной теории движения предложил Садэо Сирайси.
И. А. Карпенко обосновывает, что существующие решения апорий не эффективны по той причине, что в формулировке апорий смешиваются свойства макромира и микромира; то есть от наблюдения больших физических объектов осуществляется неправомерный переход к описанию бесконечно малого, в то время как их устройства различаются. Это можно понимать таким образом, что апории не имеют физического смысла и именно поэтому не могут быть решены.
Морис Клайн в своих комментариях по поводу апорий Зенона пишет: «Важно отчётливо сознавать, что природа и математическое описание природы — не одно и то же, причём различие обусловлено не только тем, что математика представляет собой идеализацию… Природа, возможно, отличается несравненно большей сложностью, или структура её не обладает особой правильностью».
«Математический энциклопедический словарь» считает, что сущность апорий достаточно глубока, и рассматривает разные пути решения проблемы:

Можно оспаривать удобство или адекватность реальному движению общеупотребительной математической модели. Для исследования концепции физических бесконечно малых и бесконечно больших величин неоднократно предпринимались попытки построения теории действительных чисел, в которой аксиома Архимеда не имеет места. Во всяком случае, теория неархимедовых упорядоченных полей является весьма содержательной частью современной алгебры.

Следующий раздел данной статьи содержит более подробное изложение этой темы.

### Адекватность аналитической теории движения
Общая теория движения с переменной скоростью была разработана в конце XVII века Ньютоном и Лейбницем. Математической основой теории служит математический анализ, первоначально опиравшийся на понятие бесконечно малой величины. В дискуссии о том, что собой представляет бесконечно малая, вновь возродились два античных подхода.
- Первый подход, которого придерживался Лейбниц, доминировал весь XVIII век. Аналогично античному атомизму, он рассматривает бесконечно малые как особый вид чисел (больше нуля, но меньше любого обычного положительного числа). Строгое обоснование этого подхода (так называемый нестандартный анализ) разработал Абрахам Робинсон в XX веке. Основой анализа по Робинсону служит расширенная числовая система (гипервещественные числа). Конечно, робинсоновские бесконечно малые мало похожи на античные атомы хотя бы потому, что они неограниченно делимы, но они позволяют корректно рассматривать непрерывную кривую во времени и пространстве как состоящую из бесконечного количества бесконечно малых участков. Применение нестандартного анализа для математического описания реального движения и связанные с этим непростые проблемы исследуются в статьях Антонопулоса[56] и Папа-Гримальди[40], а также в статьях Маклохлина с Миллером[57][58].

- Второй подход предложил Коши в начале XIX века. Его анализ построен на обычных вещественных числах, а для анализа непрерывных зависимостей используется понятие предела. Сходного мнения на обоснование анализа придерживались Ньютон, Д’Аламбер и Лагранж, хотя были в этом мнении не всегда последовательны.

Оба подхода практически эквивалентны, но с точки зрения физики удобнее первый; в учебниках физики часто встречаются фразы вроде «пусть dV — бесконечно малый объём…». С другой стороны, вопрос о том, какой из подходов ближе к физической реальности, не решён. При первом подходе неясно, чему соответствуют в природе бесконечно малые числа. При втором адекватности физической и математической модели мешает тот факт, что операция перехода к пределу — инструментальный исследовательский приём, не имеющий никакого природного аналога. В частности, трудно говорить о физической адекватности бесконечных рядов, элементы которых относятся к произвольно малым интервалам пространства и времени (хотя как приближённая модель реальности такие модели часто и успешно используются). Наконец, не доказано, что время и пространство устроены сколько-нибудь похоже на математические структуры вещественных или гипервещественных чисел.
Дополнительную сложность внесла в вопрос квантовая механика, показавшая, что в микромире резко повышена роль дискретности. Таким образом, дискуссии о структуре пространства, времени и движения, начатые Зеноном, активно продолжаются и далеки от завершения.

## Другие апории Зенона
Вышеприведённые (наиболее известные) апории Зенона касались применения понятия бесконечности к движению, пространству и времени. В других апориях Зенон демонстрирует иные, более общие аспекты бесконечности. Однако, в отличие от трёх знаменитых апорий о физическом движении, другие апории изложены менее ясно и касаются в основном чисто математических или общефилософских аспектов. С появлением математической теории бесконечных множеств интерес к ним существенно упал.

### Стадион
Апория «Стадион» (называемая также «Ристалище») у Аристотеля («Физика», Z, 9) сформулирована не вполне ясно:
Четвертый [аргумент] — о равных телах, движущихся по стадиону в противоположных направлениях параллельно равных [им тел]; одни [движутся] от конца стадия, другие — от середины с равной скоростью, откуда, как он думает, следует, что половина времени равна двойному.
Исследователи предлагали разные истолкования этой апории. Л. В. Блинников сформулировал её следующим образом:
| Два тела движутся навстречу друг другу. В этом случае одно из них затратит на прохождение мимо другого столько же времени, сколько оно затратило бы на прохождение мимо покоящегося. Значит, половина равна целому. |

С. А. Яновская предлагает иное истолкование, основанное на атомистических предпосылках:

Пусть время состоит из неделимых протяженных атомов. Представим себе на противоположных концах ристалища двух бегунов, настолько быстрых, что на пробег от одного до другого конца ристалища каждому из них требуется один только атом времени. И пусть оба одновременно выбегают с противоположных концов. Когда произойдет их встреча, неделимый атом времени разделится пополам, то есть в атомы времени тела не могут двигаться, как это и было предположено в апории «Стрела».

По другим интерпретациям, идея этой апории аналогична парадоксу Галилея или «колесу Аристотеля»: бесконечное множество может быть равномощно своей части.

### Множественность
Часть апорий посвящена обсуждению вопроса о единстве и множественности мира.
| Если их [существующих вещей] много, то их должно быть столь много, сколько их есть, — не больше и не меньше. А если их столь много, сколько их есть, то их [число] ограничено. [Но] если существующих [вещей] много, то их [число] неограничено: ибо всегда существуют другие вещи между существующими [вещами], и снова другие между ними. И так [число] существующих [вещей] неограничено. |

Сходные вопросы обсуждаются в диалоге Платона «Парменид», где Зенон и Парменид обстоятельно разъясняют свою позицию. На современном языке данное рассуждение Зенона означает, что множественное бытие не может быть актуально бесконечно и поэтому должно быть конечно, но к существующим вещам всегда можно добавить новые, что противоречит конечности. Вывод: бытие не может быть множественным.
Комментаторы обращают внимание на то, что данная апория по своей схеме чрезвычайно напоминает открытые на рубеже XIX—XX веков антиномии теории множеств, особенно парадокс Кантора: с одной стороны, мощность множества всех множеств больше, чем мощность любого другого множества, но с другой стороны, для любого множества нетрудно указать множество большей мощности (теорема Кантора). Это противоречие, вполне в духе апории Зенона, разрешается однозначно: абстракция множества всех множеств признаётся недопустимой и несуществующей как научное понятие.

### Мера
Симпликий описывает эту апорию следующим образом.
| Доказав, что, «если вещь не имеет величины, она не существует», Зенон прибавляет: «Если вещь существует, необходимо, чтобы она имела некоторую величину, некоторую толщину и чтобы было некоторое расстояние между тем, что представляет в ней взаимное различие». То же можно сказать о предыдущей, о той части этой вещи, которая предшествует по малости в дихотомическом делении. Итак, это предыдущее должно также иметь некоторую величину и своё предыдущее. Сказанное один раз можно всегда повторять. Таким образом, никогда не будет крайнего предела, где не было бы различных друг от друга частей. Итак, если есть множественность, нужно, чтобы вещи были в одно и то же время велики и малы и настолько малы, чтобы не иметь величины, и настолько велики, чтобы быть бесконечными… У чего нет совершенно ни величины, ни толщины, ни объёма, того и вовсе нет. |

Другими словами, если деление вещи пополам сохраняет её качество, то в пределе получаем, что вещь одновременно и бесконечно велика (поскольку неограниченно делима), и бесконечно мала. Кроме того, непонятно, как существующая вещь может иметь бесконечно малые измерения.
Более подробно эти же аргументы присутствуют в комментариях Филопона. Также аналогичные рассуждения Зенона цитирует и критикует Аристотель в своей «Метафизике», книга I, глава IV:

Если само-по-себе-единое неделимо, то, согласно положению Зенона, оно должно быть ничем. В самом деле, если прибавление чего-то к вещи не делает её больше и отнятие его от неё не делает её меньше, то, утверждает Зенон, это нечто не относится к существующему, явно полагая, что существующее — это величина, а раз величина, то и нечто телесное: ведь телесное есть в полной мере сущее; однако другие величины, например плоскость и линия, если их прибавлять, в одном случае увеличивают, а в другом нет; точка же и единица не делают этого никаким образом. А так как Зенон рассуждает грубо и так как нечто неделимое может существовать, и притом так, что оно будет некоторым образом ограждено от Зеноновых рассуждений (ибо если такое неделимое прибавлять, оно, правда, не увеличит, но умножит), то спрашивается, как из одного такого единого или нескольких получится величина? Предполагать это — всё равно что утверждать, что линия состоит из точек.

### О месте
В изложении Аристотеля апория утверждает: если всё существующее помещается в известном пространстве (месте, греч. топос), то ясно, что будет и пространство пространства, и так идёт в бесконечность. Аристотель замечает на это, что место не есть вещь и не нуждается в собственном месте. Данная апория допускает расширенное толкование, поскольку элеаты не признавали пространство отдельно от тел, в нём расположенных, то есть отождествляли материю и пространство, ею занимаемое. Хотя Аристотель и отвергает рассуждение Зенона, но в своей «Физике» он приходит по существу к тому же выводу, что и элеаты: место существует лишь относительно тел, в нём находящихся. При этом Аристотель обходит молчанием естественный вопрос, как происходит изменение места при движении тела.

### Медимн зерна
| Каждое отдельное зерно падает на землю бесшумно. Тогда отчего медимн (большой мешок) зерна падает с шумом? |

Формулировка Зенона подвергалась критике, так как парадокс легко объясняется ссылкой на порог восприятия звука — отдельное зерно падает не бесшумно, а очень тихо, поэтому звука падения не слышно. Смысл апории — доказать, что часть не подобна целому (качественно отличается от него) и, следовательно, бесконечная делимость невозможна. Аналогичные парадоксы предложил в IV веке до н. э. Евбулид — парадоксы «Лысый» и «Куча»: «одно зерно — не куча, добавление одного зерна не меняет дела, с какого же количества зёрен начинается куча?»

## Историческое значение апорий Зенона
«Зенон вскрыл противоречия, в которые впадает мышление при попытке постигнуть бесконечное в понятиях. Его апории — это первые парадоксы, возникшие в связи с понятием бесконечного». Чёткое различение потенциальной и актуальной бесконечности у Аристотеля — во многом результат осмысления зеноновских апорий. Другие исторические заслуги элейских парадоксов:
- «Рассуждения Зенона, изложенные точной и ясной прозой, являются первым в истории примером чисто логических доказательств. Именно этим определяется исключительно важное место Зенона в истории науки»[71]. Рассуждения по аналогии и поэтические фантазии, характерные для философов предыдущего поколения, сменились строгой дедуктивной логикой.
- Ясное указание на то, что наше представление о реальности (включая математическое) может быть неадекватно этой реальности[72]; в последующем наука столкнулась с многочисленными примерами справедливости этого тезиса.
- Констатация того факта, что разделение непрерывности на отдельные точки (моменты), то есть смешение непрерывности и дискретности, есть противоречие[9].

Как уже отмечалось выше, формирование античного атомизма было попыткой дать ответ на вопросы, поставленные апориями. В дальнейшем к исследованию вопроса привлекались математический анализ, теория множеств, новые физические и философские подходы; ни один из них не стал общепризнанным решением вопроса, но сам факт непрерывного живого интереса к древней проблеме показывает её эвристическую плодотворность.
Различные точки соприкосновения апорий Зенона с современной наукой обсуждаются в статье Зураба Силагадзе. В заключении этой статьи автор приходит к выводу:

Проблемы, поставленные два с половиной тысячелетия назад и с тех пор многократно изученные, до сих пор не исчерпаны. Парадоксы Зенона затрагивают фундаментальные аспекты реальности — локализацию, движение, пространство и время. Время от времени обнаруживаются новые и неожиданные грани этих понятий, и каждое столетие находит полезным снова и снова возвращаться к Зенону. Процесс достижения их окончательного разрешения представляется бесконечным, и наше понимание окружающего мира всё ещё неполно и фрагментарно.

## Апории Зенона в литературе и искусстве
А. С. Пушкин посвятил парадоксам Зенона стихотворение «Движение» (1825).
| Движенья нет, сказал мудрец брадатый. Другой смолчал и стал пред ним ходить. Сильнее бы не мог он возразить; Хвалили все ответ замысловатый. Но, господа, забавный случай сей Другой пример на память мне приводит: Ведь каждый день пред нами солнце ходит, Однако ж прав упрямый Галилей. |

В этом историческом анекдоте «мудрец брадатый» — это сторонник Зенона (комментатор Элий, как сказано выше, приписывал аргументацию самому Зенону), а его оппонентом в разных вариантах анекдота выступает Диоген или Антисфен (оба они жили существенно позднее Зенона, так что с ним самим спорить не могли). Одна из версий анекдота, упоминаемая Гегелем, сообщает, что когда элеат признал аргумент Диогена убедительным, Диоген побил его палкой за чрезмерное доверие к очевидности.
Льюис Кэрролл написал диалог с логическими загадками под названием «Что Черепаха сказала Ахиллесу?».
Лев Толстой в III томе эпопеи «Война и мир» (начало 3-й части) пересказывает парадокс про Ахиллеса и черепаху и предлагает своё толкование: нельзя разделять непрерывное движение на «отдельные единицы», вместо этого надо использовать аппарат суммируемых «бесконечно-малых величин». Далее Толстой замечает: «в отыскании законов исторического движения происходит совершенно то же» и критикует попытки рассматривать непрерывный ход истории как происходящий по произволу отдельных влиятельных исторических лиц или сводить историю к отдельным крупным историческим событиям.
Поль Валери в поэме «Кладбище у моря» (Le Cimetiere Marin, 1920) писал:
| Зенон Элейский, мыслию разящий, Пронзил меня насквозь стрелой дрожащей, Хоть сам её полётом пренебрег. Рождён я звуком, поражён стрелою. Ужель тень черепахи мне закроет Недвижного Ахилла быстрый бег! |

В основе сюжета фантастического рассказа Ф. Дика «О неутомимой лягушке» лежит апория «Дихотомия».
Апория про Ахиллеса неоднократно упоминается в произведениях Борхеса. Парадоксальная ситуация, описанная в ней, нашла также отражение в различных юмористических произведениях. Такэси Китано в 2008 году снял фильм «Ахиллес и черепаха».

### Античные авторы
- Античные философы о Зеноне. Дата обращения: 21 декабря 2010.
- Аристотель. Физика. — В сборнике: Философы Греции. Основы основ: логика, физика, этика. — Харьков: ЭКСМО, 1999. — 1056 с. — ISBN 5-04-003348-6.
- Платон. Парменид. — В сборнике: Платон, Сочинения в трёх томах. — М.: Мысль, 1968—1972. — (Философское наследие).
- Фрагменты ранних греческих философов. Часть I. От эпических теокосмогоний до возникновения атомистики. — М.: Наука, 1989. — 576 с. Архивировано 23 декабря 2008 года.

### Книги современных авторов
- Асмус В. Ф. История античной философии. — М.: Высшая школа, 1965. — С. 40—45.
- Берестов И. В. Зенон Элейский в современных переводах и философских дискуссиях. — Новосибирск, Центр изучения древней философии и классической традиции НГУ : Офсет-TM, 2021. — 206 с. — (Античная философия и классическая традиция). — ISBN 978-5-85957-191-8.
- Гайденко П. П. Эволюция понятия науки (становление и развитие первых научных программ). Глава «ЭЛЕЙСКАЯ ШКОЛА И ПЕРВАЯ ПОСТАНОВКА ПРОБЛЕМЫ БЕСКОНЕЧНОСТИ» и далее. — М.: Наука, 1980. Архивировано 21 декабря 2016 года.
- История математики / Под редакцией А. П. Юшкевича, в трёх томах. — М.: Наука, 1970. — Т. I. — С. 88—93.
- Комарова В. Я. Учение Зенона Элейского: попытка реконструкции системы аргументов // Вестник ЛГУ. — Л., 1988.
- Кузнецов Б. Г. История философии для физиков и математиков. — М.: Наука, 1974. — 352 с. — (История мировой культуры). — 20 000 экз.
- Кузнецов Б. Г. Эволюция картины мира. — 1-е изд. (2-е издание: УРСС, 2010). — М.: Издательство АН СССР, 1961. — 352 с. — (Из наследия мировой философской мысли: философия науки). — ISBN 978-5-397-01479-3.
- Маковельский А. О. Досократики. В 3 томах. — Минск: Харвест, 1999. — 784 с. — (Классическая философская мысль).
- Смородинов Р. А. Философия последовательного сомнения. — Волгоград: Принт, 2006. — С. 41—68.
- Grünbaum A. Modern science and Zeno's Paradoxes. — Allen & Unwin, 1968. — 153 p. — ISBN 978-0045130047.
- Guénon R. Les Principes du Calcul infinitésimal. — Gallimard, 1946 и многочисленные переиздания. — «Принципы вычисления бесконечно малых».
- Salmon W. C. (editor). Zeno’s paradoxes. — 2nd ed. — Indianapolis: Hackett Publishing Co. Inc., 2001. — 320 p. — ISBN 978-0872205604.

### Краткая библиография научных статей с анализом апорий
Литература перечислена в хронологическом порядке.
- Сватковский В. П. Парадокс Зенона о летящей стреле // Журнал Министерства народного просвещения. — 1888. — № 4 отд. 5. — С. 203—239.
- Херсонский Н. Х. У истоков теории познания. По поводу аргументов Зенона против движения // Журнал Министерства народного просвещения. — 1911. — № XXXIV (август) отд. 2. — С. 207—221.
- Больцано Б. Парадоксы безконечнаго. — Одесса, 1911.
- Богомолов С. А. Аргументы Зенона Элейского при свете учения об актуальной бесконечности // Журнал Министерства народного просвещения. — 1915, новая серия. — № LVI (апрель). — С. 289—328.
- Дмитриев Г. Еще раз о парадоксе Зенона «Ахиллес и черепаха» и путанице В.Фридмана // Под знаменем марксизма. — 1928. — № 4.
- Богомолов С. А. Актуальная бесконечность: Зенон Элейский, Исаак Ньютон и Георг Кантор. — Л.-М., 1934.
- Яновская С. А. Апории Зенона // Философская энциклопедия. — М.: Советская энциклопедия, 1962. — Т. 2.
- Яновская С. А. Преодолены ли в современной науке трудности, известные под названием «апории Зенона»? // Проблемы логики. — М., 1963. — С. 116—136.
- Богомолов А. С. «Летящая стрела» и закон противоречия // Философские науки. — 1964. — № 6.
- Нарский И. С. К вопросу об отражении диалектики движения в понятиях: (ещё раз о парадоксе «Летящая стрела») // Формальная логика и методология науки. — М., 1964. — С. 3—51.
- Цехмистро И. З. Апории Зенона глазами XX века // Вопросы философии. — 1966. — № 3.
- Панченко А. И. Апории Зенона и современная философия // Вопросы философии. — 1971. — № 7.
- Манеев А. К. Философский анализ зеноновских апорий. — Минск, 1972.
- Кузнецов Г. А. Непрерывность и парадоксы Зенона «Ахиллес» и «Дихотомия» // Теория логического вывода. — М.: Наука, 1973.
- Смоленов Х. Апории Зенона как эвристики атомизма и диалектики // Логико-методологический анализ научного знания. — М., 1979. — С. 76—90.
- Широков В. С. Жан Буридан об апориях Зенона // Философские науки. — 1982. — № 4. — С. 94—101.
- Койре А. Заметки о парадоксах Зенона // Очерки истории философской мысли. О влиянии философских концепций на развитие научных теорий. — М.: Прогресс, 1985.
- Солодухина А. О. Решил ли Айдукевич апорию Зенона «Стрела»? // Научная конференция «Современная логика: проблемы теории, истории и применения в науке». — СПб., 1996.
- Анисов А. М. Апории Зенона и проблема движения // Труды научно-исследовательского семинара Логического центра ИФ РАН, вып. XIV. — М., 2000. — С. 139—155.
- Смирнов А. В. Соизмеримы ли основания рациональности в разных философских традициях? Сравнительное исследование зеноновских апорий и учений раннего калама // Сравнительная философия. — М., 2000. — С. 167—212.
- Вилесов Ю. В. Апории Зенона и соотношение неопределенностей Гейзенберга // Вестник МГУ, серия 7 (философия). — М., 2002. — № 6. — С. 20—28. Архивировано 9 ноября 2019 года.
- Векшенов С. А. Математика и физика пространственно-временного континуума // Основания физики и геометрии. — М.: Издательство Российского университета дружбы народов, 2008. — С. 89—118. Архивировано из оригинала 13 мая 2012 года.

- Shiraishi, Sadeo. The structure of the continuity of psychological experiences and the phisical world // The science of thought. — Tokyo, 1954. — № 1. — P. 12—24.
- Chambers, Connor J. Zeno of Elea and Bergson’s Neglected Thesis // Journal of the History of Philosophy. — 1974. — Vol. 12, № 1 (January). — P. 63—76.
- Vlastos G. A. Plato’s testimony concerning Zeno of Elea // Journal of the History of Ideas (New York. — 1975. — Vol. XLV. — P. 136—162.
- Vlastos G. A. A note of Zeno’s arrow // Phronesis. — 1996. — Vol. XI. — P. 3—18.
- Smirnov A. Do the Fundamentals of Rationality in Different Philosophical Traditions Correspond? A comparative study of Zeno’s paradoxes and teachings of early Kalām // Islam — West Philosophical Dialogue: the papers presented at the World Congress on Mulla Sadra (1999). — Tehran: Sadra Islamic Philosophy Research Institute, 2004. — P. 109—120.